# Zikim

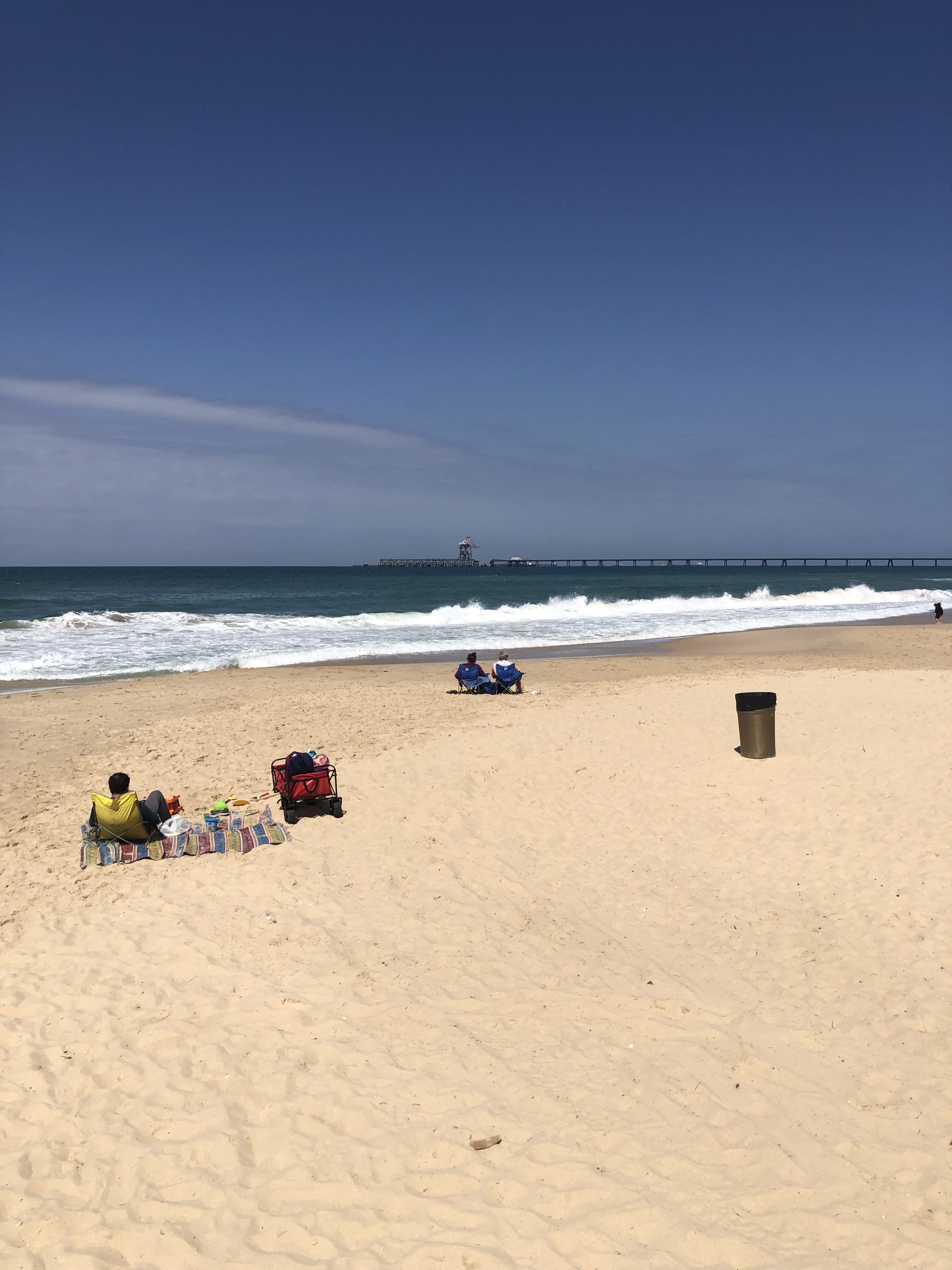
Zikimi strand

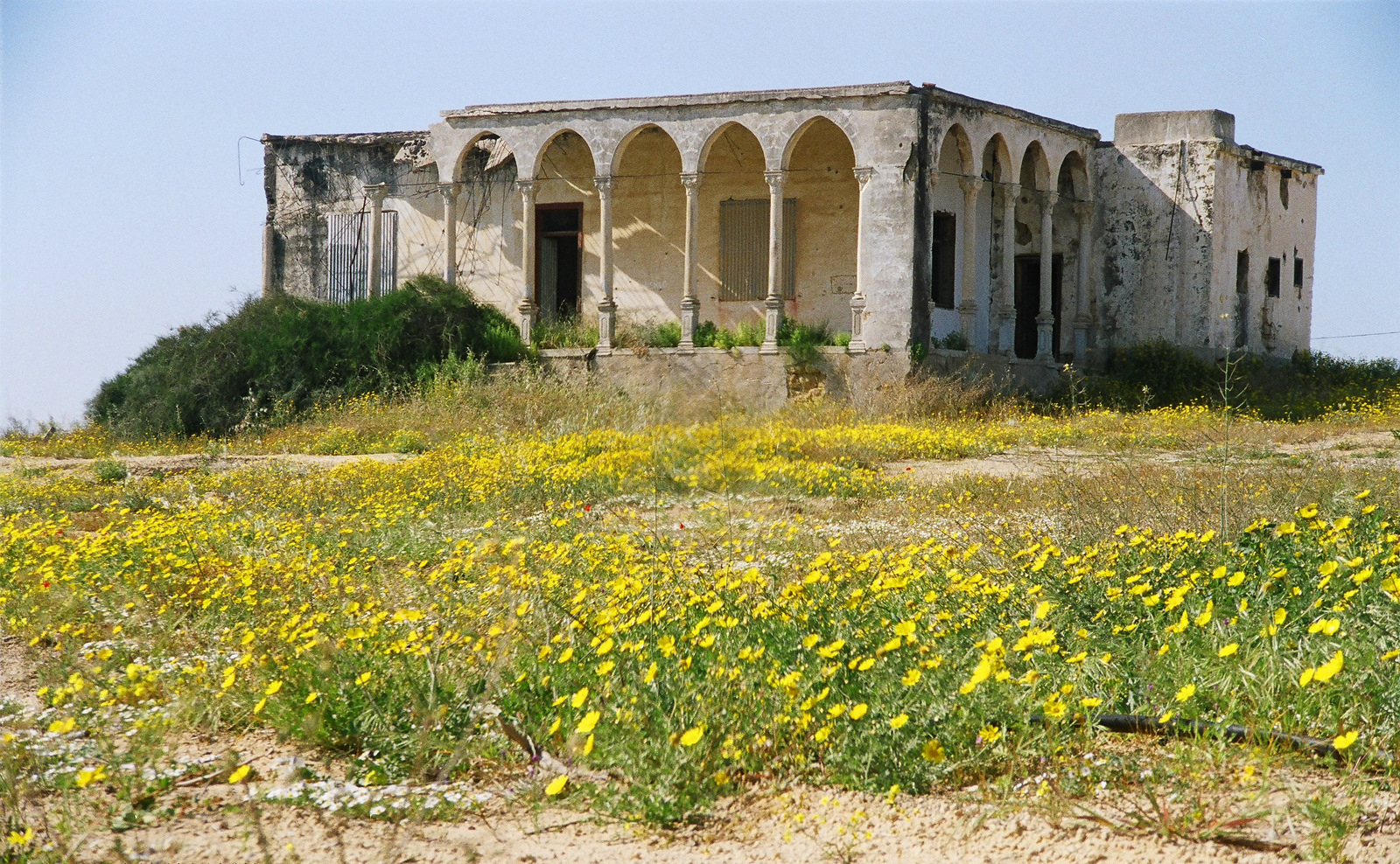
Régi ház a dombon a kibuc felett

Zikim (héberül: זִיקִים) egy kibuc Dél-Izraelben. Az északi Negev-sivatag található, és a Hof Ashkelon Regionális Tanács fennhatósága alá tartozik. 2021-ben 894 lakosa volt.

## Történelem
A kibucot 1949-ben alapította az elnéptelenedett Hiribya palesztin faluhoz tartozó földterületen, egy  romániai zsidó fiatalokból álló csoport, akik a Hasomer Hacair mozgalomhoz tartoztak.
Abban az időben a Negevben zsidók letelepedése nagyon ritka volt, és minden új helyszín a pusztában "fénypontnak" (ziknek - fénypont héberül) számított. Michael Har-Segor, későbbi izraeli történész, romániai raboskodása alatt találta ki ezt a nevet. Elmondása alapján, egy Puskin idézetet fordított héberre: "A szikrákból láng támad."
Zikim a világ minden tájáról vonzotta a Hasomer Hacair tagjait (magyarosan Shomeresek/Someresek). Utolsó betelepülésük Dél-Amerikából történt. Bob Hoskins brit színész, bár nem volt zsidó, önkéntesként dolgozott Zikimben 1967-ben.
2006-ban egy Gáza északi részéből kilőtt asszám rakéta eltalálta a zikimi matracgyárat. A támadást az Iszlám Dzsihád vállalta magára. 2014 júliusában öt felfegyverzett palesztin próbált meg átjutni Izraelbe Zikim tengerpartján keresztül, de az IDF (izraeli hadsereg) megállította őket.
A 2023-as Izrael-Hamász háború során a Hamász a víz felől megtámadta a Bahad 4 katonai bázist és a Zikim kibucot a zikimi csatában. A Hamász 10-15 civilt és 7 katonát ölt meg, és több tucatnyian megsebesültek a Zikim Beach-i mészárlásban.

## Gazdasága
Zikimben leginkább mangót és avokádót termesztenek. Zikim Izrael egyik legnagyobb tejtermelő gazdaságát is üzemelteti. A fő ipari termék a poliuretán, amelyet a kibuc Polyrit nevű gyára állít elő.

## Nevezetes emberek
- Bob Hoskins
- Peretz Kidron
- Hagai Zamir

## Fordítás
Ez a szócikk részben vagy egészben  a   Zikim című angol Wikipédia-szócikk ezen változatának fordításán alapul.  Az eredeti cikk szerkesztőit annak laptörténete sorolja fel. Ez a jelzés csupán a megfogalmazás eredetét és a szerzői jogokat jelzi, nem szolgál a cikkben szereplő információk forrásmegjelöléseként.